# Gérard Soler
Gérard Soler (Oujda, 29 maart 1954) is een voormalig profvoetballer uit Frankrijk, die speelde als aanvaller gedurende zijn carrière. Hij beëindigde zijn loopbaan in 1988 bij US Orléans. Soler werd geboren in Marokko.

## Interlandcarrière
Soler kwam zestien keer uit voor het Franse elftal in de periode 1974-1983, en scoorde vier keer voor de nationale ploeg. Hij maakte zijn debuut voor Les Bleus op 16 november 1974 in de vriendschappelijke thuiswedstrijd tegen deDDR (2-2) in Parijs. Hij nam met Frankrijk deel aan één WK-eindronde (1982), waar de ploeg als vierde eindigde onder leiding van bondscoach Michel Hidalgo.